# Unia Demokratyczna (Czechy)

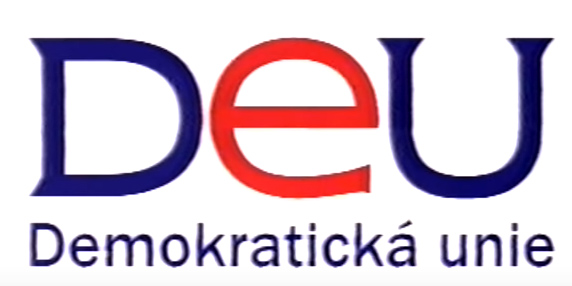
Logo Unii Demokratycznej

Unia Demokratyczna (cz. Demokratická unie, DEU) – czeska partia polityczna o profilu prawicowym, działająca w latach 1994–2001.

## Historia
Partia została zarejestrowana 7 marca 1994. Startowała samodzielnie w wyborach do Izby Poselskiej w 1996 (2,8%) i w 1998 (1,5%), nie uzyskując poselskiej reprezentacji. W 1996 wprowadziła natomiast jednego swojego przedstawiciela do Senatu.
W 1998 DEU dołączyła do Czwórkoalicji, którą oprócz niej zawiązały także Unia Chrześcijańska i Demokratyczna – Czechosłowacka Partia Ludowa (KDU-ČSL), Unia Wolności (US) i Obywatelski Sojusz Demokratyczny (ODA). 27 października 2001 DEU podjęła decyzję o integracji z US, która 31 grudnia 2001 przyjęła nazwę Unia Wolności – Unia Demokratyczna (US-DEU).
Przewodniczącymi Unii Demokratycznej byli Alena Hromádková (1994–1996) i Ratibor Majzlík (1996–2001).